# Núcleo Museológico de Estremoz
O Núcleo Museológico de Estremoz, também conhecido como Museu Ferroviário de Estremoz, é um museu de tipologia ferroviária na cidade de Estremoz, no Distrito de Évora, Alentejo, em Portugal. Está instalado no interface ferroviário desativado, até à década de 1990 término da Linha de Évora e dos ramais de Vila Viçosa e de Portalegre.

## Caracterização
Instalado nas antigas cocheiras da Estação Ferroviária de Estremoz, este museu procura representar a história do transporte ferroviário em Portugal, através da apresentação de várias peças, como material circulante e ferramentas, e de documentação gráfica.
O acervo do museu incluía várias locomotivas e outros veículos ferroviários, destacando-se as locomotivas a vapor 020-001,  construída na Alemanha em 1882 pelo fabricante Sächsische Maschinenfabrik, e a 005, mais conhecida como Maria Alice, produzida na Bélgica em 1901 pela firma John Cockerill, que foi a única locomotiva com caldeira vertical em Portugal.